# Rosário (football)
Pour les articles homonymes, voir Rosario (homonymie).
José David Rosário da Costa, plus communément appelé Rosário est un footballeur portugais né le 15 août 1924 et décédé le 29 mai 2015. Il évoluait au poste d'attaquant.

## Biographie
Il joue uniquement pour Benfica durant sa carrière.
Il remporte la Coupe Latine 1950, en jouant la seconde finale, remportée contre les Girondins de Bordeaux.

## Carrière
- 1948-1954 :  Benfica Lisbonne[1]

## Palmarès

### En club
Avec le Benfica Lisbonne :
- Champion du Portugal en 1950
- Vainqueur de la Coupe du Portugal en 1951, 1952 et 1953
- Vainqueur de la Coupe Latine en 1950